# ノルトハウゼン市電
ノルトハウゼン市電（ノルトハウゼンしでん、ドイツ語: Straßenbahn Nordhausen）は、ドイツの都市・ノルトハウゼンの路面電車。市内の路線網に加え、郊外へ向かう鉄道路線との直通運転（トラムトレイン）を実施している事で知られている。

## 概要

### 歴史
ノルトハウゼン市内に路面電車を建設する計画は19世紀の終わり、1898年に立ち上がり、ノルトハウゼン市と民間企業との協定の元で建設が進み、1900年8月25日に最初の路線が開通した。開通当初は民間企業によって運営されていたが、第一次世界大戦後の1922年以降はノルトハウゼン市の公営路線へと転換された。以降は路線の縮小がありながらも新型車両の導入などの近代化を進めたが、第二次世界大戦末期の1945年にノルトハウゼンは大規模な空襲に遭い、路面電車も甚大な被害を受けた。

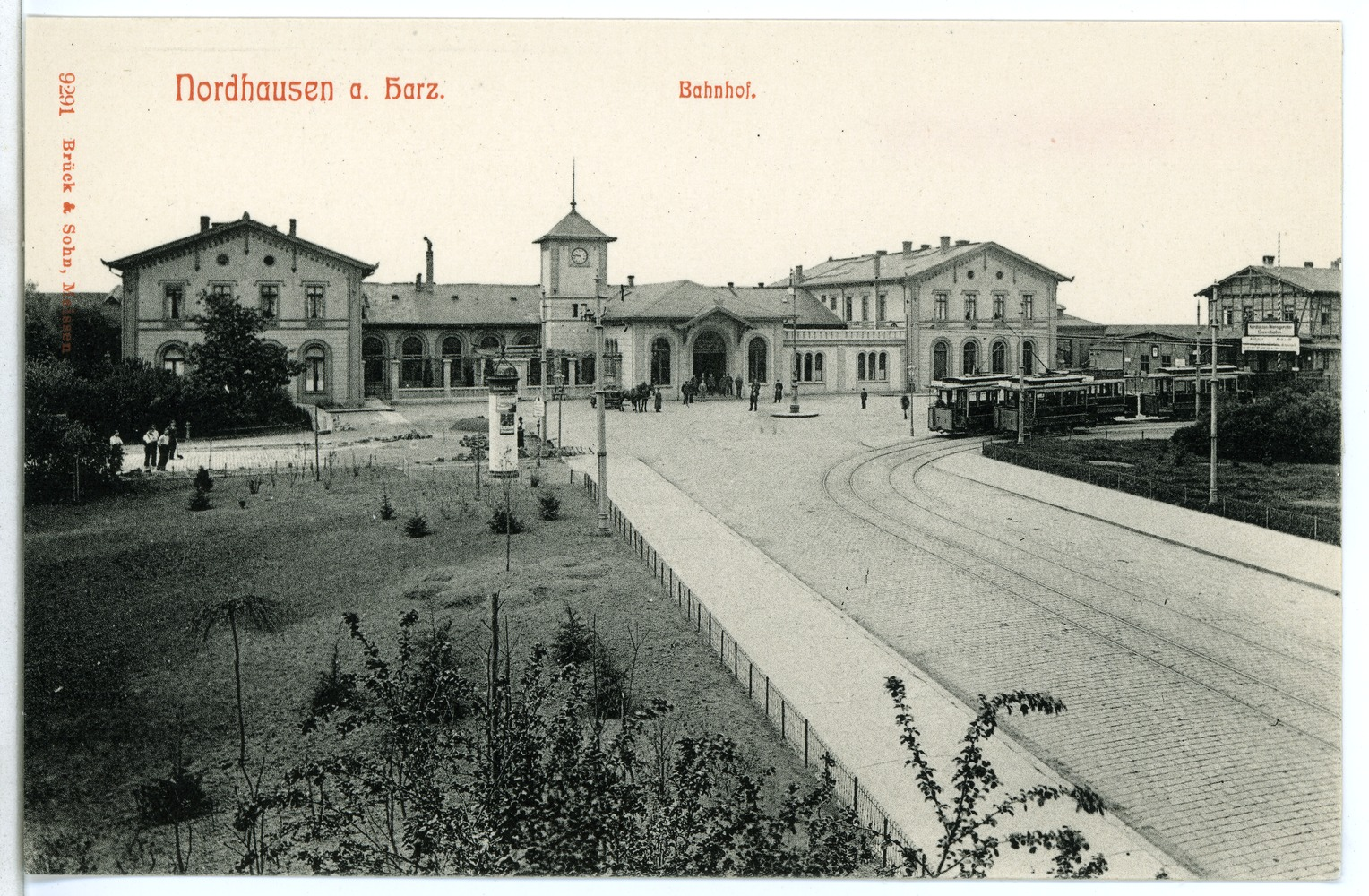
開通初期の1907年に撮影されたノルトハウゼン市電。正面がノルトハウゼン駅で、市電停留所の右奥が狭軌線のノルトハウゼン北駅

戦後、東ドイツの路面電車となったノルトハウゼン市電は、何度かの変遷を経て1951年以降人民公社のノルトハウゼン運輸公社（VEB（K）Verkehrsbetriebe Nordhausen）によって運営される事となった。それ以降、1980年代まで路線網の変化はなく、車両についても長らく2軸車が主力であったが、1980年代以降は一部区間の延伸が実施された他、車両についても輸送力増強のため連接車の導入が実施された。ただし、東ドイツ時代に導入された車両は大半が他都市からの転属車両であった。

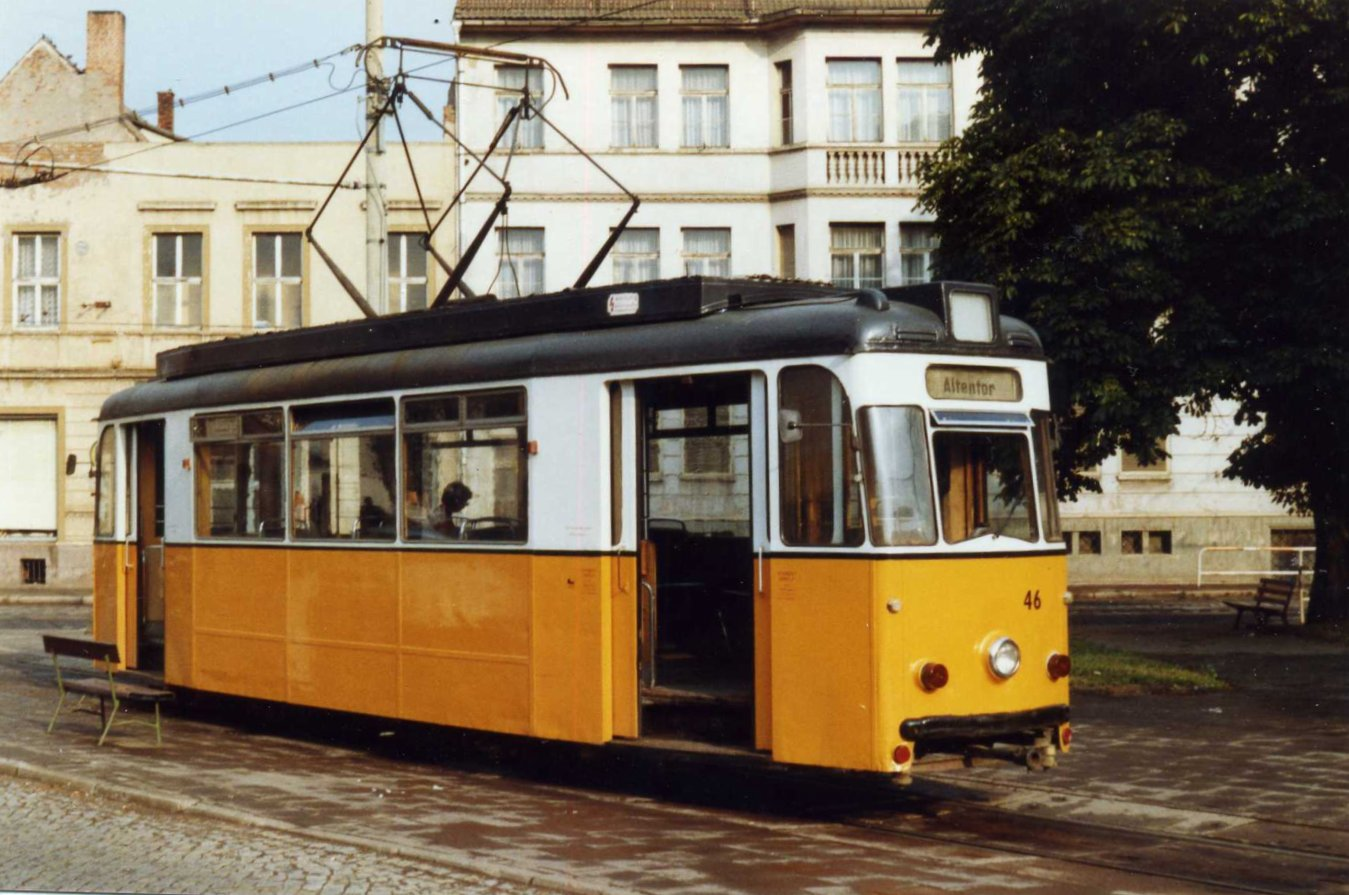
東ドイツ時代に導入された2軸車（1989年撮影）
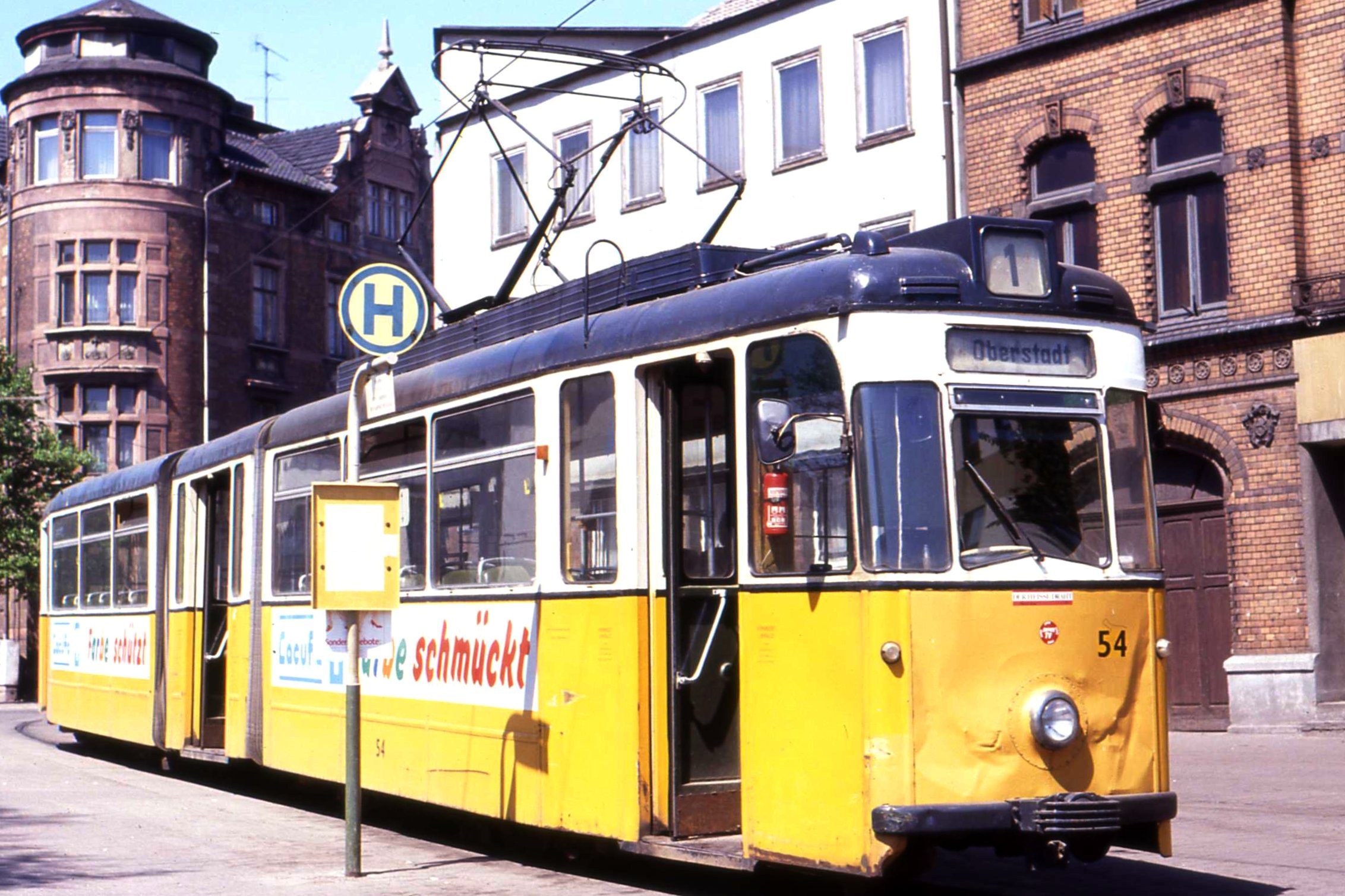
1980年代以降は連接車が導入された（1990年撮影）

ドイツ再統一直前の1990年、運営組織は有限会社のノルトハウゼン市運輸・都市清掃会社（Stadtwerke Nordhausen Verkehrs- und Stadtreinigungsbetrieb GmbH）へと転換され、2021年現在も同事業者による運営が行われている。同事業者は車両を始めとする設備の近代化を進めており、再統一直後には老朽化した東ドイツ時代の車両を置き換えるため旧・西ドイツ各都市から路面電車車両の譲受を受け、更に1999年の発注以降、超低床電車の導入が継続して行われている。一方、次項で述べるように2004年からはノルトハウゼン市電と接続するハルツ狭軌鉄道への直通運転も実施している。

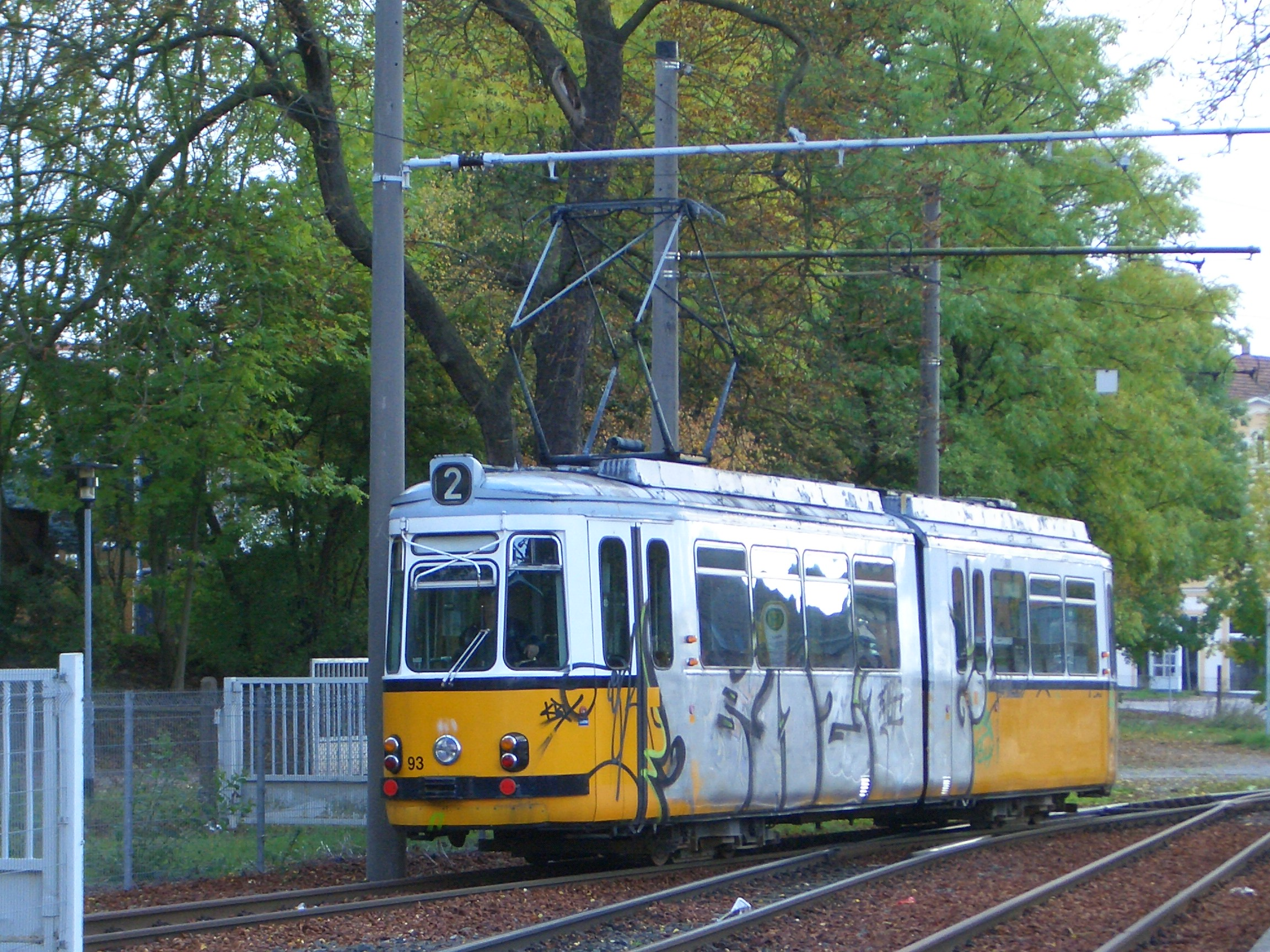
1990年代以降導入が実施された旧・西ドイツの連接車（2005年撮影）
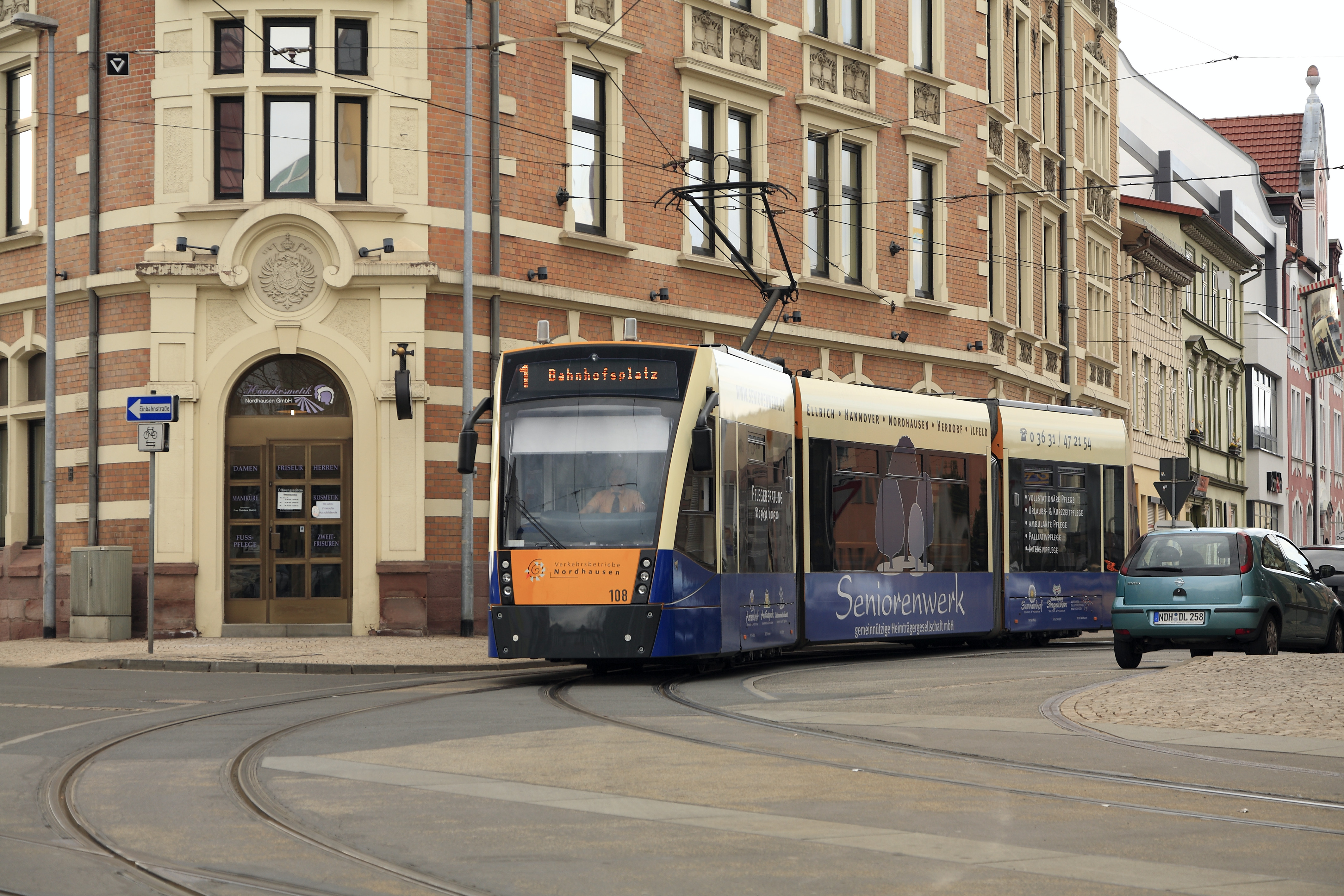
2000年代以降は超低床電車の導入が続いている（2012年撮影）

### ノルトハウゼン・モデル
ノルトハウゼン市電はドイツ鉄道のノルトハウゼン駅に隣接する駅前電停（Bahnhofsplatz）から、市電と同一の軌間（1,000 mm）を有する非電化路線であるハルツ狭軌鉄道への直通運転を実施している。既に東ドイツ時代の1981年に中央駅前電停で両路線が共有するプラットホームが完成し、両路線の乗り継ぎの利便性が向上していたが、これを更に発展させハルツ狭軌鉄道の路線に乗り入れる事になったもので、2004年5月1日から運行を開始した。
これに合わせて、後述のように市電区間では電車、ハルツ狭軌鉄道区間ではディーゼルエンジンを用いた電気式気動車として運行するバイモード車両のコンビーノ・デュオの導入が行われた他、ハルツ狭軌鉄道側も直通運転の起点としてイルフェルト/ネアンダー病院駅（Ilfeld/Neanderklinik）を新たに建設した。
ノルトハウゼン駅 - イルフェルト間の利用客増加を始めとする多大な効果をもたらしたこの直通運転形態はトラムトレインの1つとして位置づけられており、「ノルトハウゼン・モデル（Nordhäuser Modells）」とも呼ばれている。

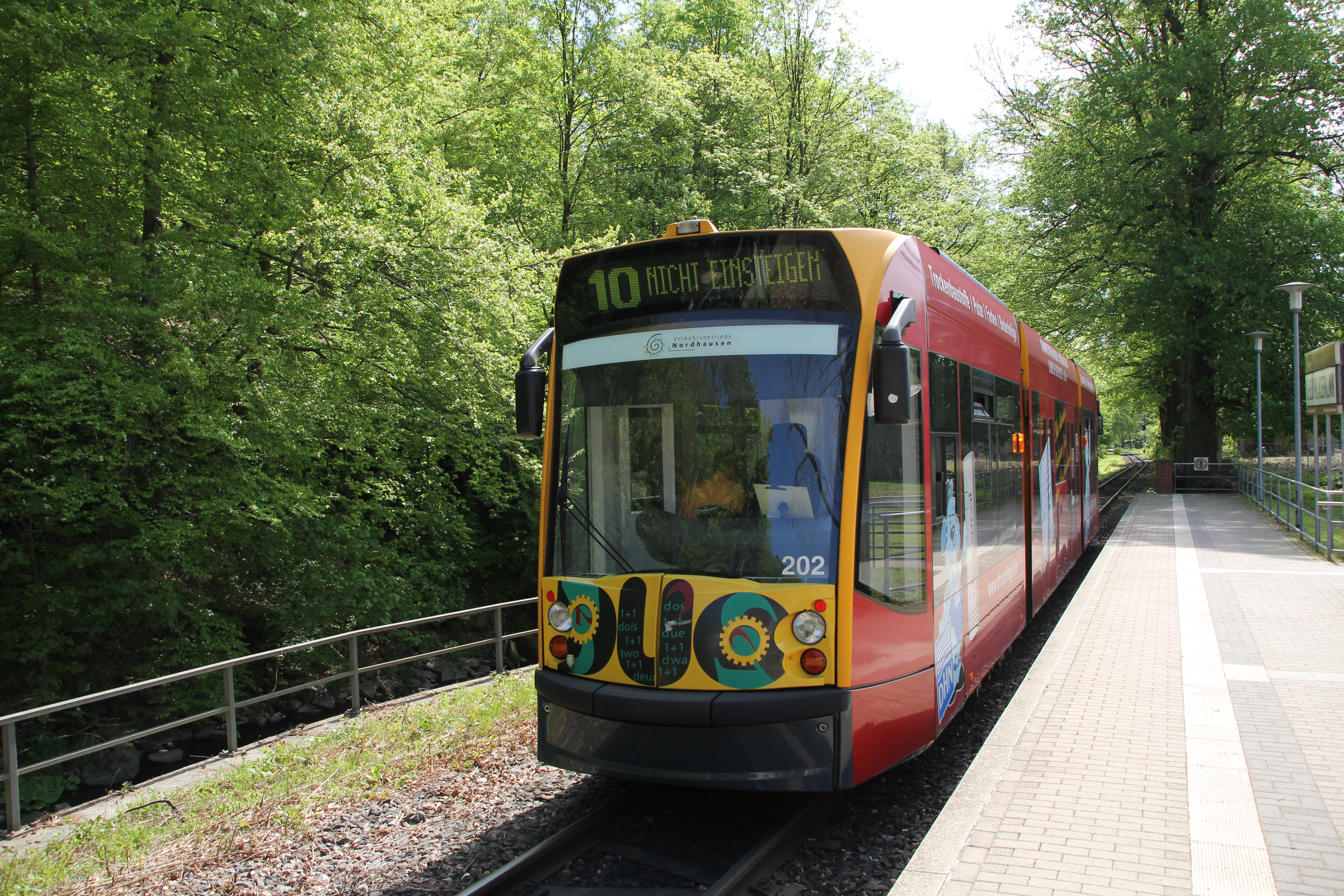
終点のイルフェルト駅に停車する"コンビーノ・デュオ"（2018年撮影）
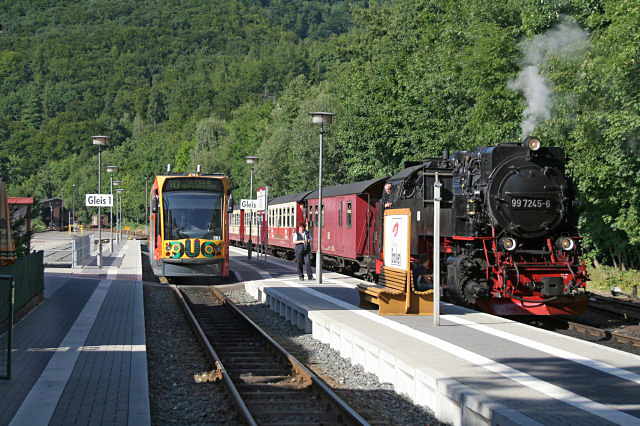
蒸気機関車牽引の客車列車と並ぶ"コンビーノ・デュオ"（2008年撮影）

## 系統
2021年現在、「ノルトハウゼン・モデル」を含めてノルトハウゼン市電には以下の3系統が存在する。
| 系統番号 | 起点                 | 終点             | 営業キロ | 備考・参考 |
| -------- | -------------------- | ---------------- | -------- | --- |
| 1        | Bahnhofsplatz        | Südharz Klinikum | 3.2km    | Atrium-Passage電停はBahnhofsplatz方面、Südharz-Galerie電停はSüdharz Klinikum方面の列車のみ停車                                                                      |
| 2        | Parkallee            | Nordhausen/Ost   | 4.6km    | |
| 10       | Ilfeld/Neanderklinik | Südharz Klinikum | 11.0km   | "ノルトハウゼン・モデル" Ilfeld - Bahnhofsplatz間はハルツ狭軌鉄道へ乗り入れ Atrium-Passage電停はIlfeld方面、Südharz-Galerie電停はSüdharz Klinikum方面の列車のみ停車 |

## 車両

### 現有車両

#### コンビーノ
ドイツの鉄道車両メーカーであるシーメンスが展開していた、車内全体が低床構造となっている超低床電車。そのうちノルトハウゼン市電に導入されたのは3車体連接車である。以下の3次に渡って導入が実施され、老朽化した車両の置き換えやバリアフリーの向上が図られた。
- 2000年 - 2両（101、102）。デュッセルドルフの工場で生産された片運転台車両。
- 2002年 - 5両（103 - 107）。クレーフェルトの工場で生産。前照灯や尾灯の形状が変更された。103・104は片運転台、105 - 107は両運転台車両である。
- 2011年 - 2両（108、109）。クレーフェルトの工場で生産された片運転台車両。前面デザインが再度変更されている。

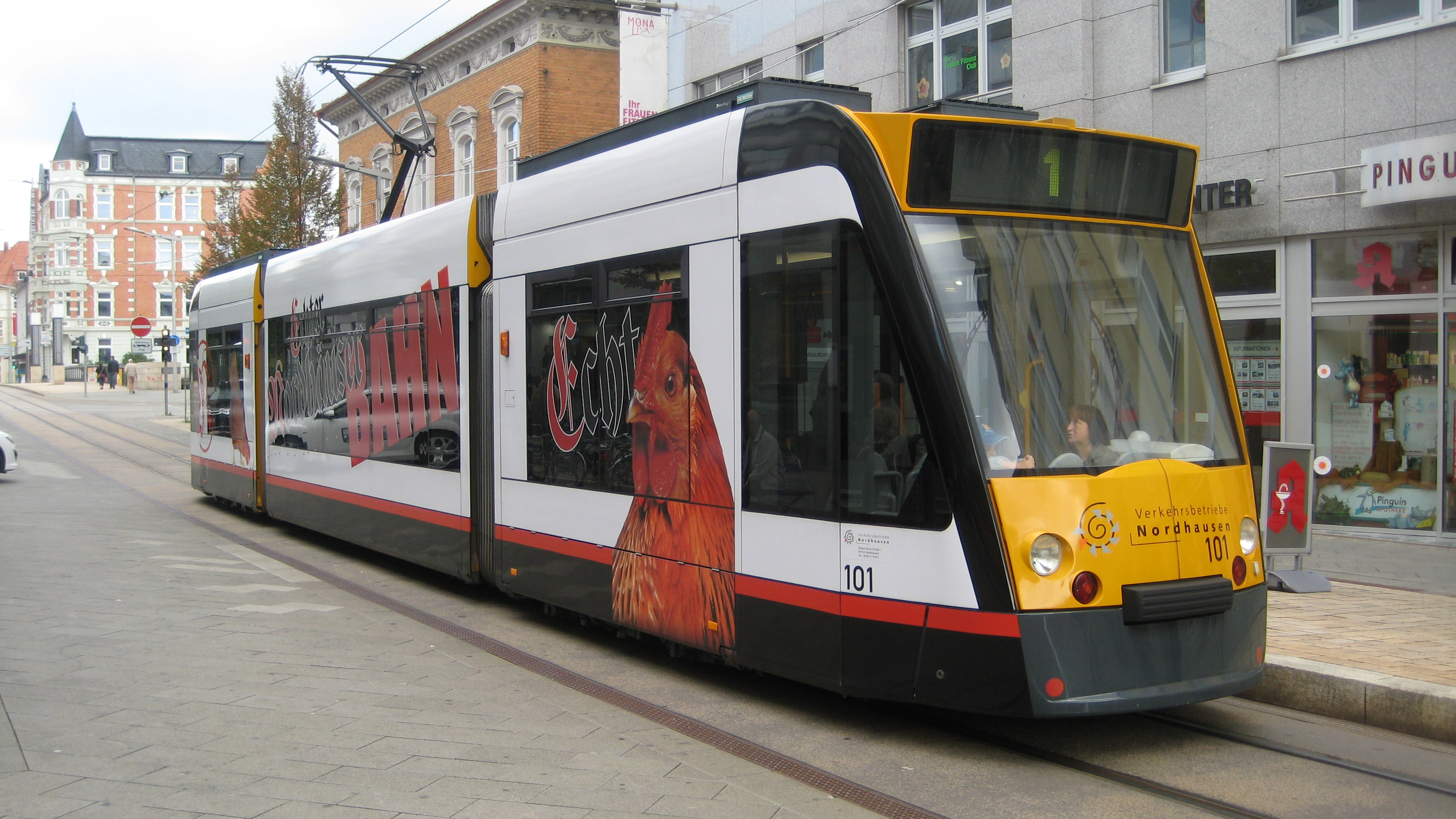
101（2011年撮影）
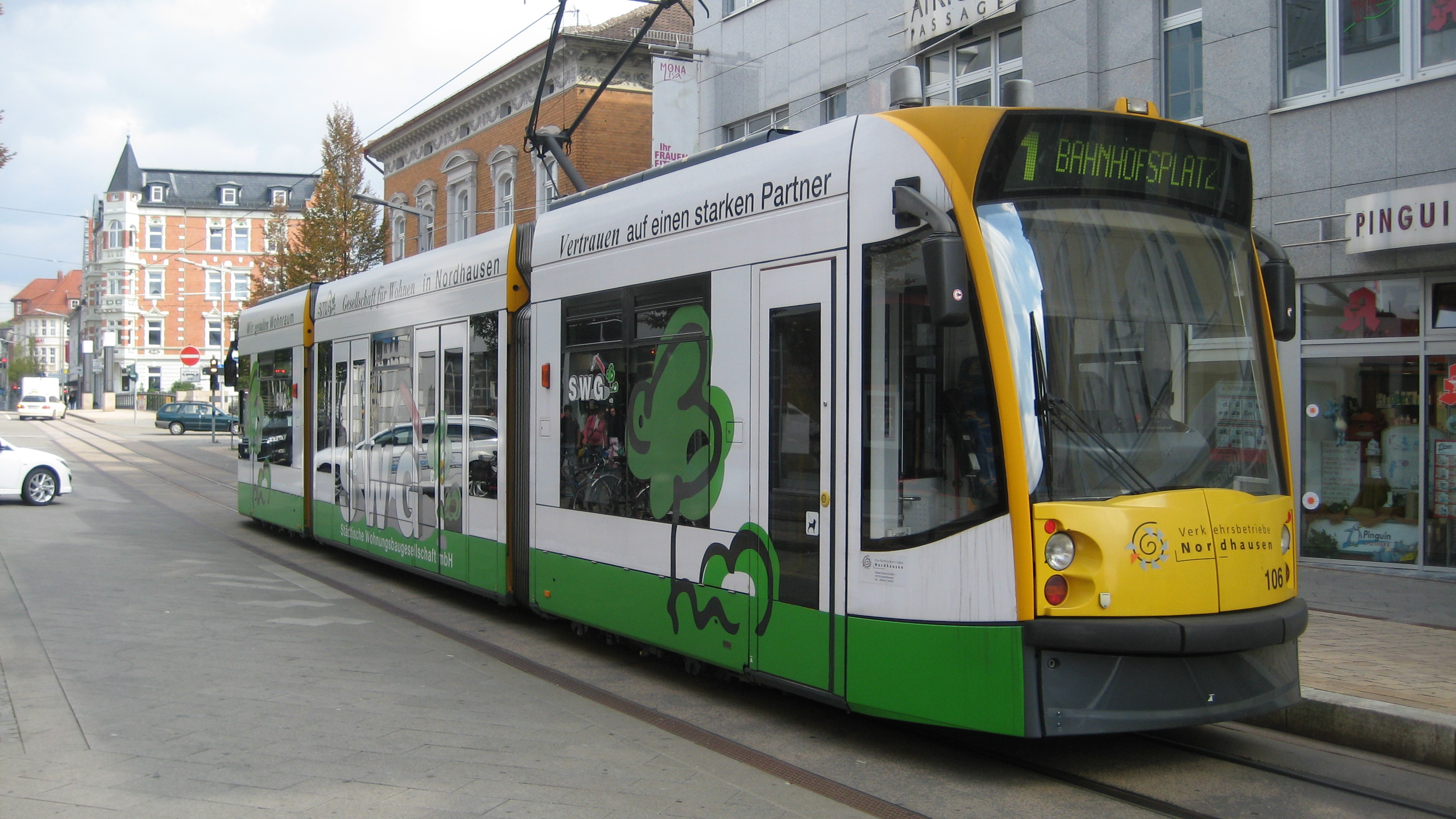
106（2011年撮影）
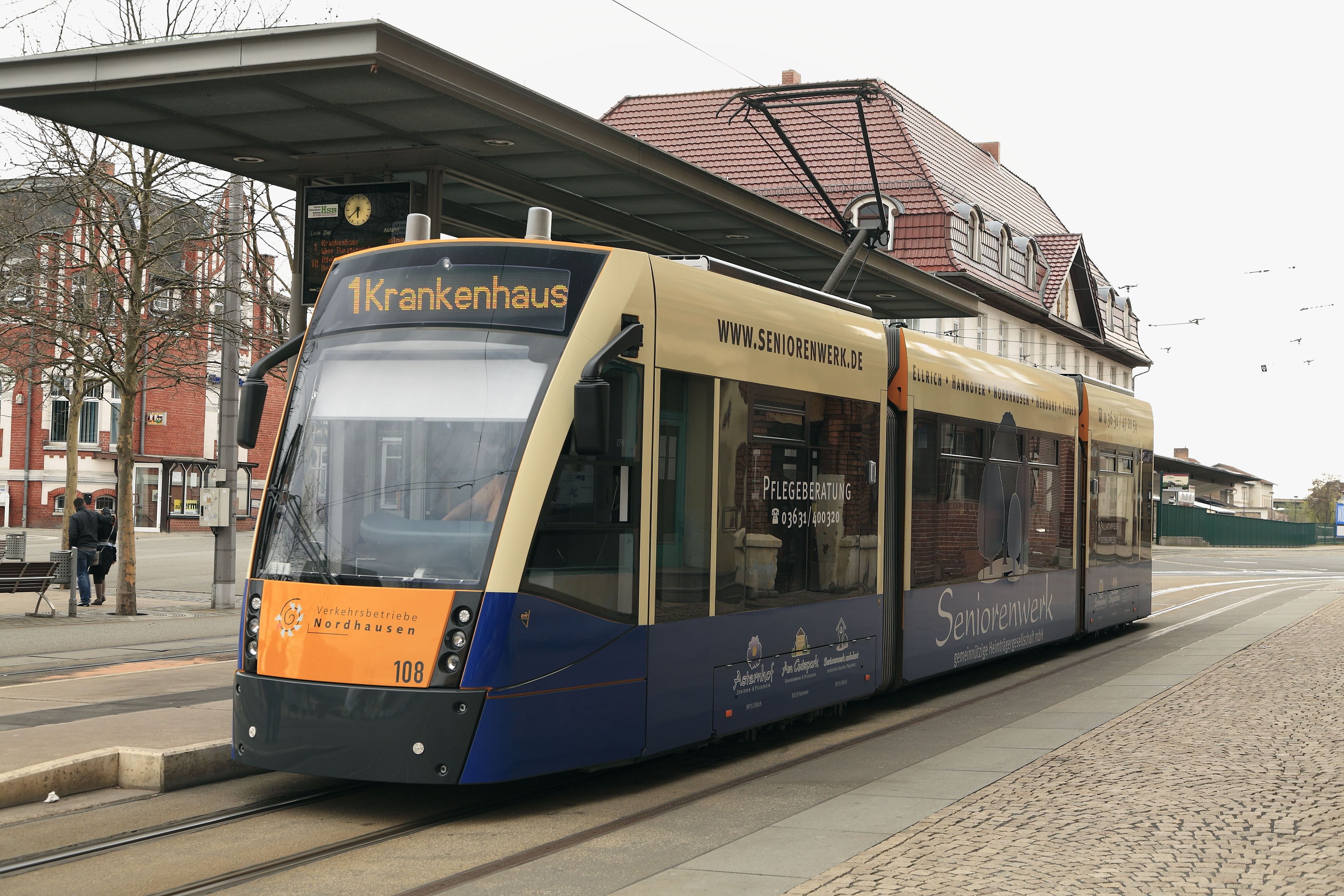
108（2012年撮影）

| 主要諸元          | 主要諸元    | 主要諸元 | 主要諸元 | 主要諸元 | 主要諸元 | 主要諸元 | 主要諸元 | 主要諸元 | 主要諸元                          |
| 車両番号          | 編成        | 運転台   | 全長     | 全幅     | 重量     | 着席定員 | 定員     | 出力     | 備考・参考                        |
| ----------------- | ----------- | -------- | -------- | -------- | -------- | -------- | -------- | -------- | --------------------------------- |
| 101 - 104 108,109 | 3車体連接車 | 片運転台 | 19,080mm | 2,300mm  | 24t      | 41人     | 108人    | 400kw    | [ 3 ] [ 8 ]                       |
| 105 - 107         | 3車体連接車 | 両運転台 | 20,048mm | 2,300mm  | 24t      | 31人     | 102人    | 400kw    | 着席定員は折り畳み座席3人分を除く |

#### コンビーノ・デュオ
非電化区間であるハルツ狭軌鉄道への乗り入れのため、発電機を稼働させるためのディーゼルエンジンを搭載した両運転台式の超低床電車。直通運転開始に合わせて2004年に3両が導入されており、ノルトハウゼン市電（201 - 203）に加えてハルツ狭軌鉄道（187 201 - 187 203）の車両番号も有している。

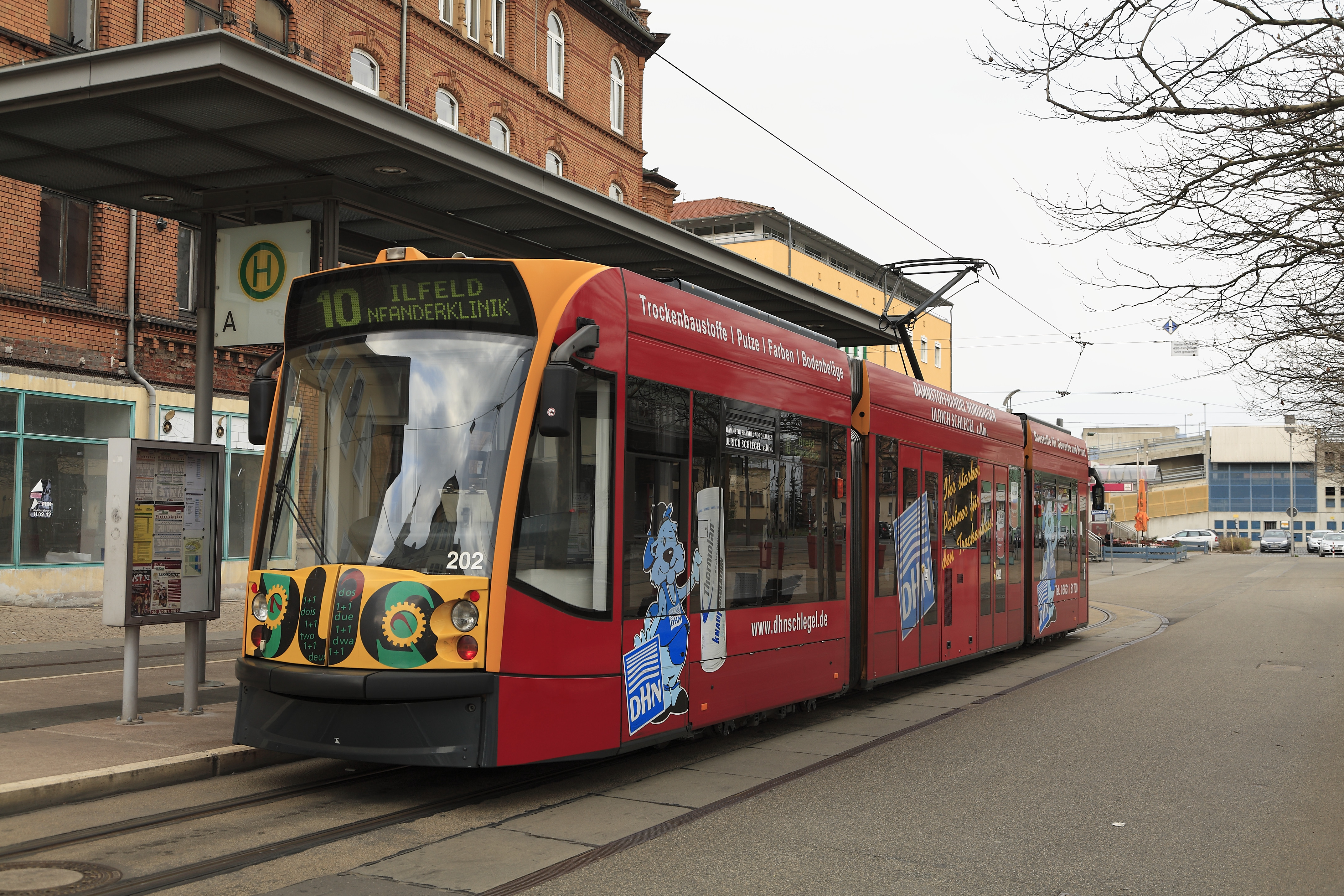
202（2012年撮影）
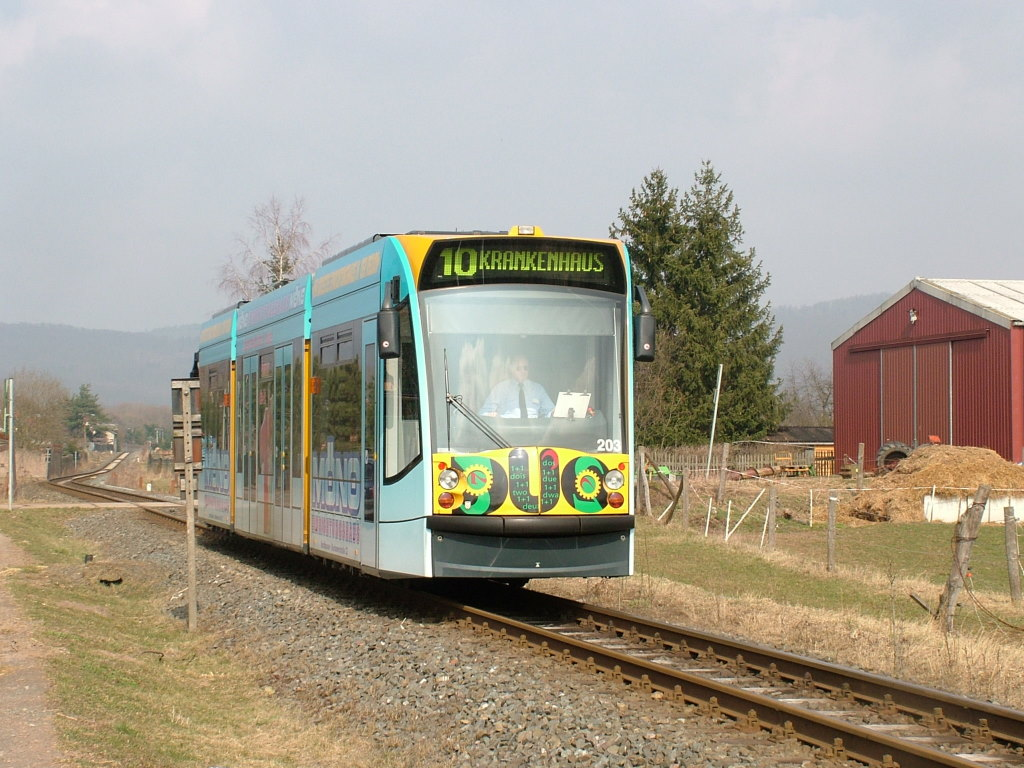
非電化区間を走行する203（2005年撮影）

#### 動態保存・観光用車両
上記のコンビーノに加えて、ノルトハウゼン市電には観光客・団体客用として、定期運転から撤退した以下の車両が在籍しており、通常は1号線と同じ経路で運行する。
- 23 - 1934年に導入されたヴィスマール（Wismar）製2軸車の1両。
- 40 - 1959年に導入されたゴータ製の2軸車（ゴータカー）。
- 59 - 1961年製の3車体連接車で[注釈 1]、1981年にライプツィヒ市電から転属した車両。車内にはテーブル付きの座席や供食設備が設置されており、「レールビストロ（Schienen-Bistro）」と言う愛称が付けられている。

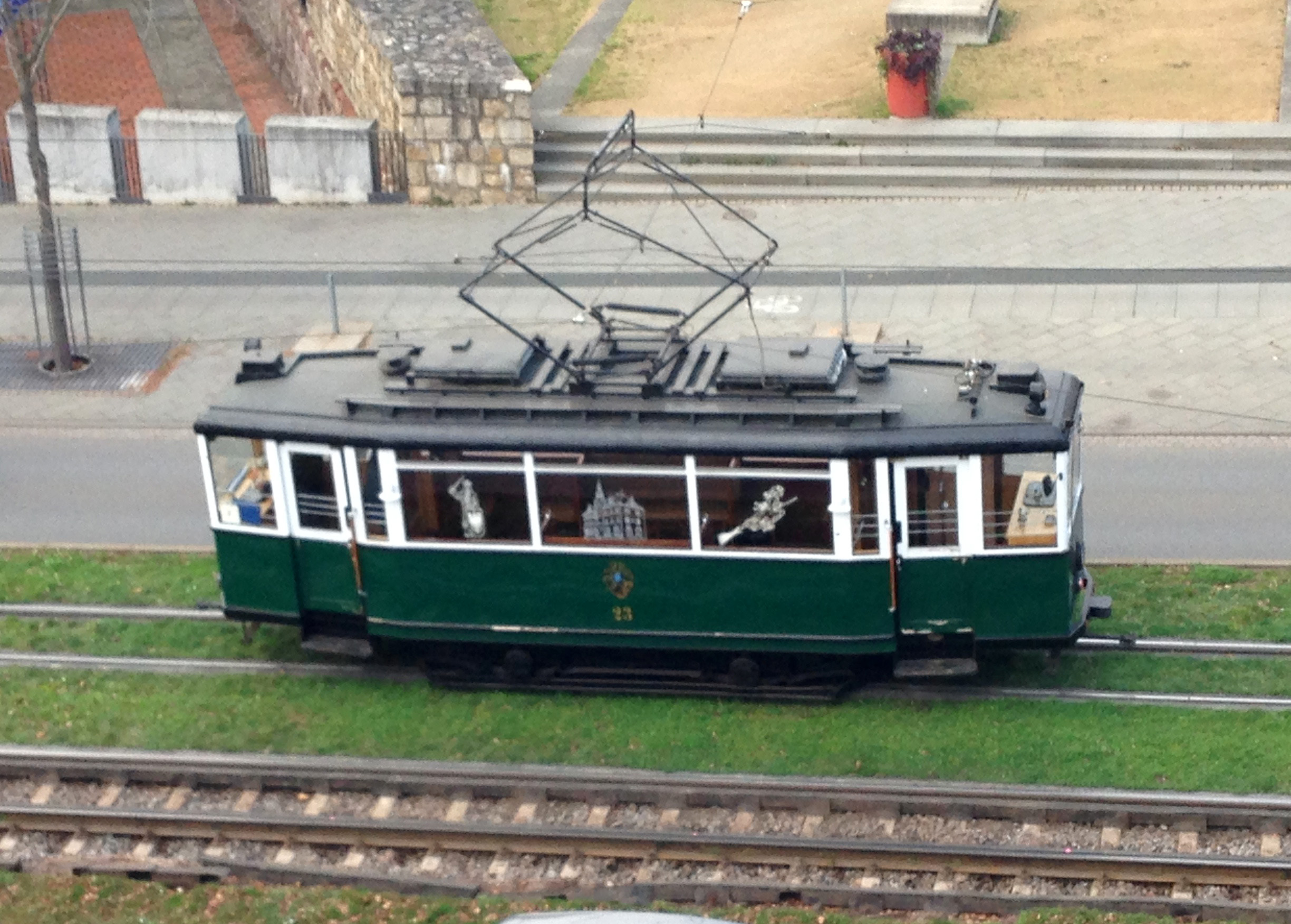
23（2014年撮影）

### 過去の車両

#### GT4
ドイツ再統一後、東ドイツ時代の車両の置き換え用として各都市から譲渡された2車体連接車。シュトゥットガルト市電（シュトゥットガルト）から片運転台車両が13両、フライブルク市電（フライブルク）から両運転台車両が7両譲渡され、前者については1996年から1998年にかけて4両が車体・内装を中心とした更新工事を受けた。だが、これらの車両も老朽化が進んだ結果コンビーノへの置き換えが進み、2012年に営業運転を終了した。その後、一部車両はルーマニアのヤシ市電（ヤシ）への再譲渡が行われている。

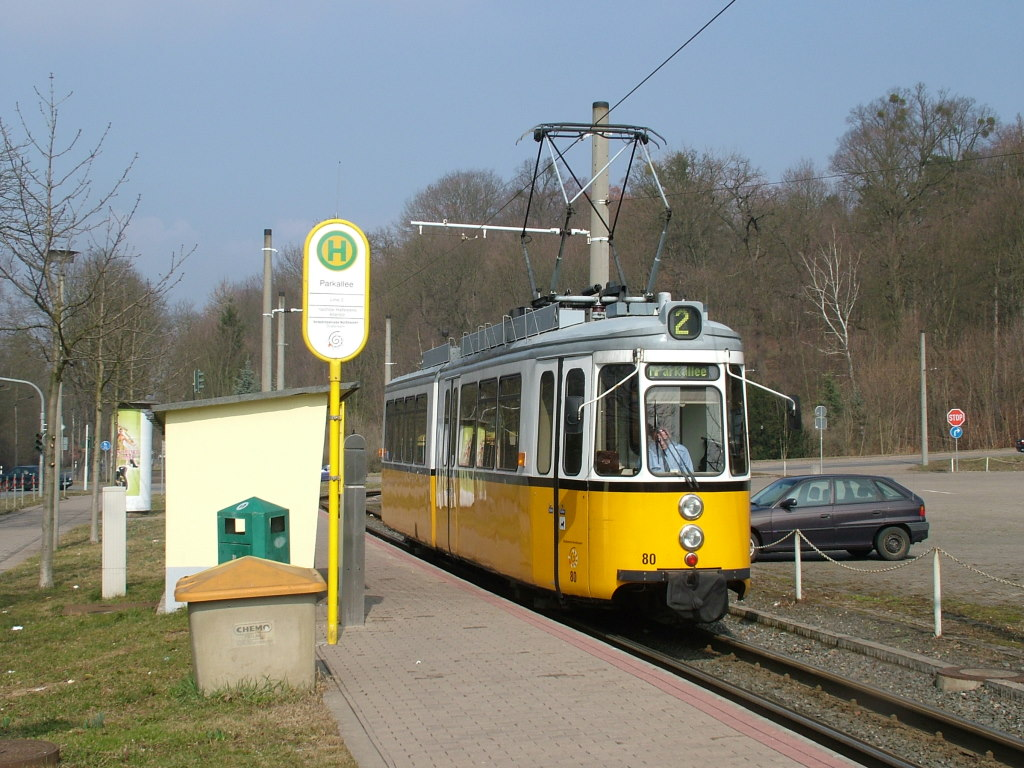
片運転台車両（2004年撮影）
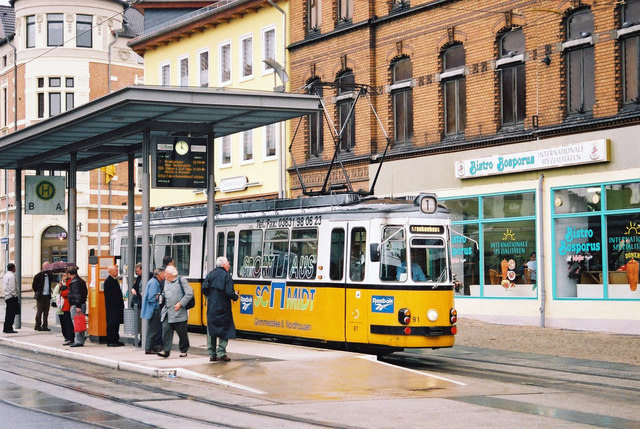
両運転台車両（2002年撮影）